# Погану (Олт)
Погану (рум. Poganu) насеље је у Румунији у округу Олт у општини Вергуљаса. Oпштина се налази на надморској висини од 143 m.

## Становништво
Према подацима из 2002. године у насељу је живело 763 становника, од којих су сви румунске националности.